# Louis Kahn
Louis Isadore Kahn (Kuressaare, Estònia, 20 de febrer de 1901 - 17 de març de 1974) treballà com arquitecte a Filadèlfia, i hi fou professor així com a la Universitat Yale.
Kahn nasqué a l'illa estoniana de Saaremaa el 1901. Aquell mateix any la seva família migrà als Estats Units, temerosos que el seu pare fos reclutat per l'exèrcit durant la Guerra russojaponesa. Louis Kahn es crià a Filadèlfia i adquirí la nacionalitat nord-americana el 15 de maig del 1914.

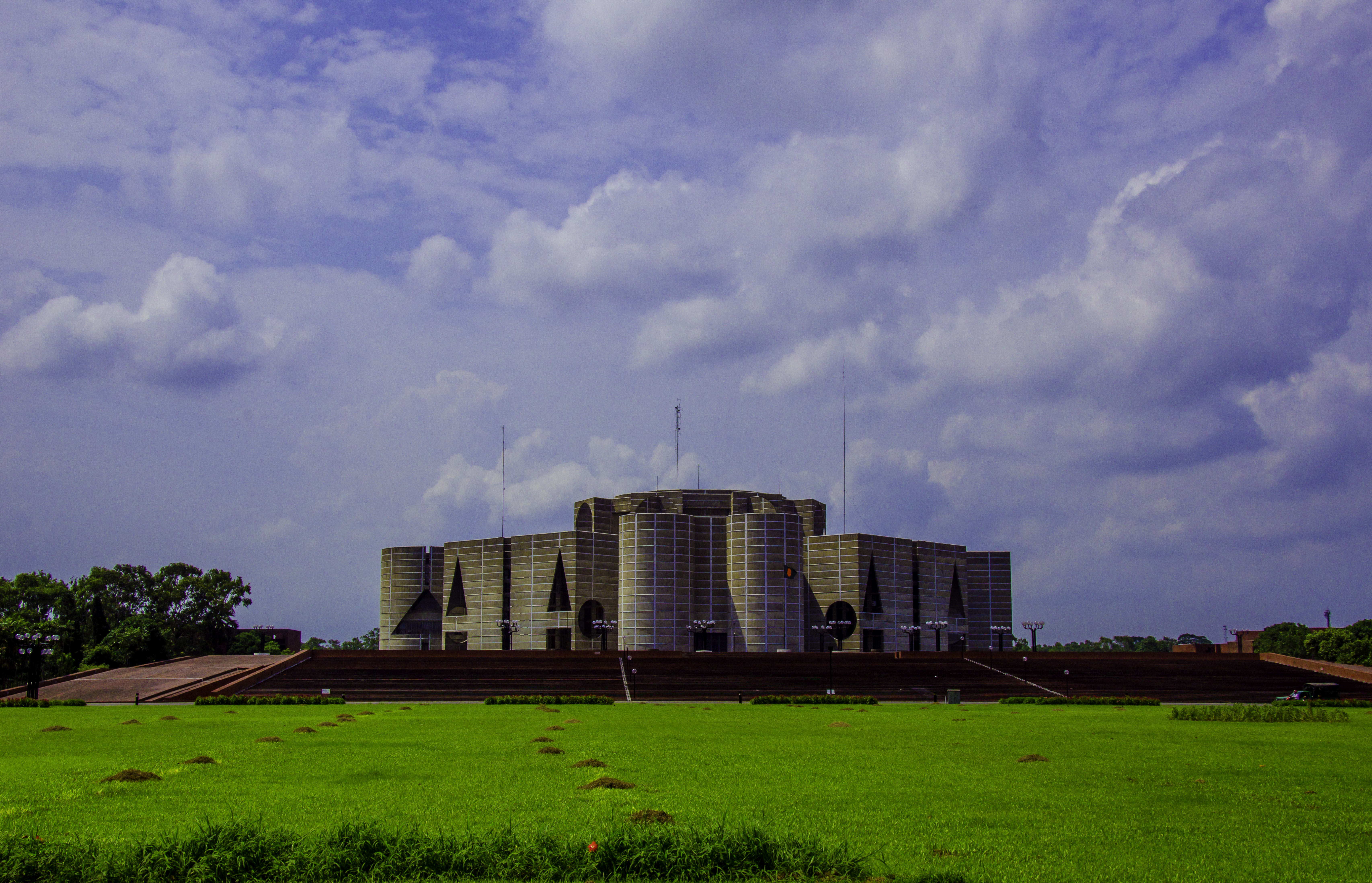
Parliament of Bangladesh (2014)

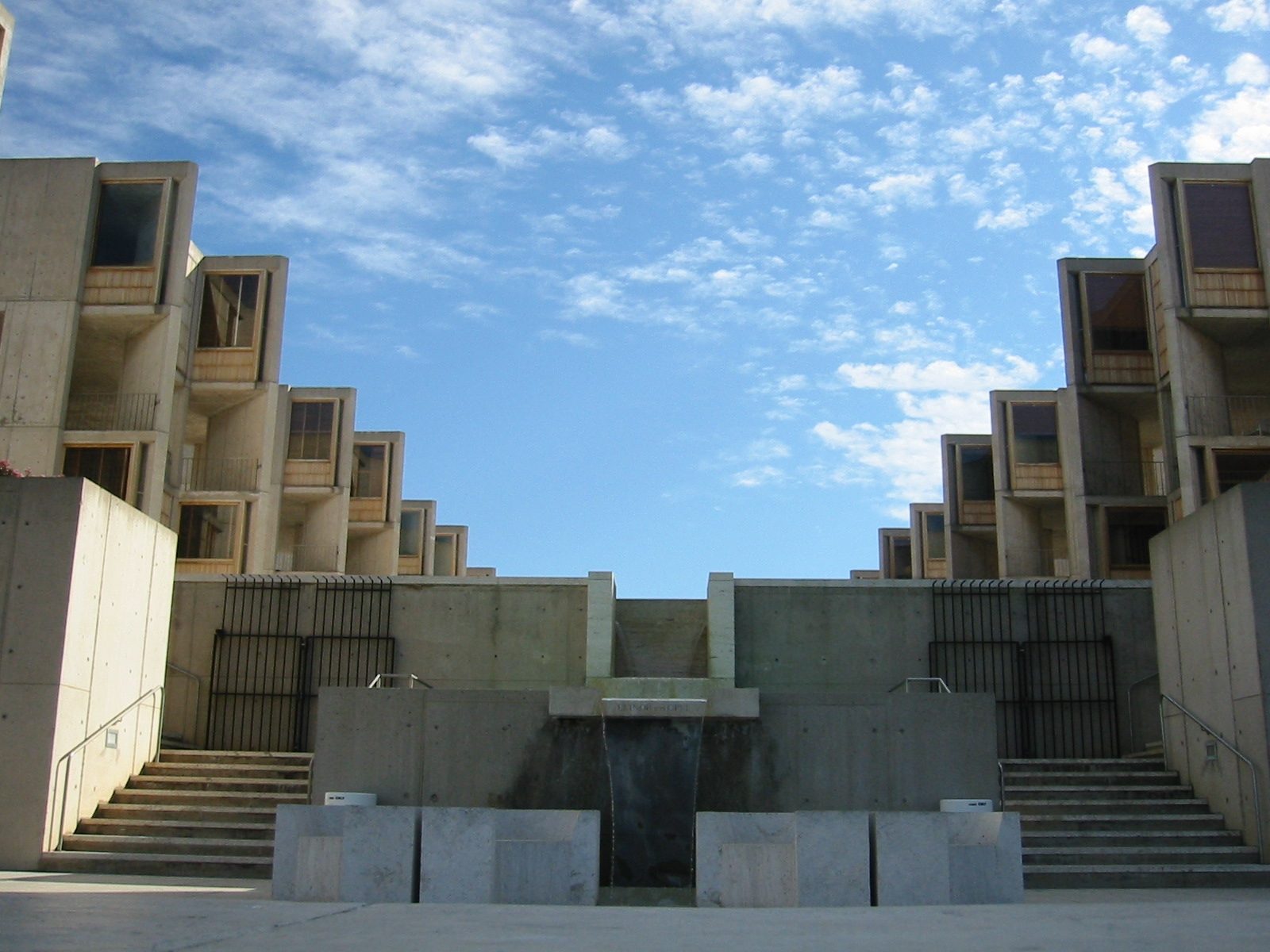
Institut Salk, La Jolla

Fou educat en una rigorosa tradició de belles arts, amb èmfasi en el dibuix, a la Universitat de Pennsilvània. Després de graduar-se el 1924, Kahn viatjà per Europa i s'instal·là a la ciutat medieval emmurallada de Carcassona, en comptes de quedar-se al bressol del classicisme o del modernisme. El 1925-1926 Kahn fou dissenyador en cap de l'Exposició que es feu per celebrar els cent cinquanta anys de la Independència. A partir del 1947 ensenyà durant una dècada a la Universitat Yale, en la qual la seva influència era enorme. Posteriorment es traslladà a la Universitat de Pennsilvània. Entre els seus alumnes hi hagué Moshe Safdie i Robert Venturi.
Va morir d'un atac de cor als serveis de l'estació de Pennsilvània de Nova York. Acabava de tornar d'un viatge de feina a l'Índia.
Kahn sempre s'involucrà profundament a tots els seus treballs. Re-interpretà l'estil internacional de manera poc convencional, inspirant-se sovint en l'arquitectura antiga. Els seus treballs reflecteixen el seu interès per la llum i els materials. Isamu Noguchi es referí a ell com un filòsof entre arquitectes.
Kahn va tenir tres famílies amb tres dones diferents: la seva muller Esther, la seva companya de treball Anne Tyng, i amb Harriet Pattison. El seu fill amb aquesta darrera, Nathaniel Kahn, retratà la vida de l'arquitecte en el documental "El meu arquitecte: el viatge d'un fill", que fou nominat a l'Oscar el 2003. Hi participaren arquitectes de renom com B. V. Doshi, Frank Gehry, Philip Johnson, I. M. Pei, i Robert Stern, però també mostra les seves complexes relacions familiars, així com les inusuals circumstàncies de la seva mort.
No l'unia cap parentesc amb el seu col·lega i compatriota Albert Kahn.

## Obres
- Galeria d'Art de la Universitat Yale, New Haven (Connecticut)
- Laboratoris Richards d'investigació mèdica, Universitat de Pennsilvània, Filadèlfia (1957-1965)
- Institut Salk, La Jolla, Califòrnia (1959;1965)
- Biblioteca de l'Acadèmia Phillips Exeter, Exeter (Nou Hampshire) (1965-1972)[4]
- Assemblea Nacional de Dhaka, Bangladesh (1962-1974)
- Museu d'Art Kimbell, Fort Worth, Texas (1967-1972)
- Centre d'Art Britànic de Yale, New Haven (Connecticut) (1969-1974)
- Indian Institute of Management, Ahmedabad, Índia

## Escrits
- Louis I. Kahn: Escritos, conferencias y entrevistas, El Croquis, 2007
- Louis I. Kahn: Conversaciones con estudiantes, Gustavo Gili, 2002